# Жалабек
Жалабек (узб. Jalabek / Жалабек), Джалабек — посёлок городского типа, расположенный на территории Алтынкульского района Андижанской области Республики Узбекистан.
Расположен на юго-западе Андижана.
Статус посёлка городского типа с 2009 года.